# Nuno Lopes
Pour les articles homonymes, voir Lopes.
Nuno Lopes, né le 6 mai 1978 à Lisbonne, est un acteur portugais.

## Biographie
Nuno Lopes a étudié à l'École supérieure de théâtre et de cinéma à Lisbonne.
Il a remporté quatre Globos de Ouro du meilleur acteur portugais. Il a également remporté le prix du meilleur acteur au Festival du film luso-brésilien et un prix Shooting Star au Festival international du film de Berlin, ainsi qu'un prix à la Mostra de Venise en 2016, dans la section Orizzonti (pour São Jorge de Marco Martins).

## Filmographie

### Cinéma
- 1991 : Projecto: Mundo Paralelo de Pedro Fonseca (court-métrage)
- 1995 : La Comédie de Dieu (A Comédia de Deus) de João César Monteiro : le troisième enfant
- 2000 : Poisson lune (Peixe-Lua) de José Alvaro Morais : António
- 2001 : Vers la révolution en 2 CV (Alla rivoluzione sulla due cavalli) de Maurizio Sciarra : soldat en guerre
- 2002 : Antonio, um rapaz de Lisboa de Jorge Silva Melo : l'homme en jaune
- 2003 : Carême (Quaresma) de José Álvaro Morais : Filomeno
- 2003 : O Corneteiro Lopes de Lazaro Faria (court-métrage) : Cabo Corneteiro Lopes
- 2004 : Ma mère de Christophe Honoré : le docteur
- 2005 : Lastro de Carlos Braga (court-métrage) : Rodrigo
- 2005 : Alice de Marco Martins : Mário
- 2008 : O Senso dos desatinados de Paulo Guilherme (court-métrage) : François Villon
- 2008 : Todos os passos de Nuno Amorim (court-métrage) : voix
- 2008 : Goodnight Irene de Paolo Marinou-Blanco : Bruno
- 2008 : Nuit de chien de Werner Schroeter : Aboud
- 2008 : Entre os dedos de Tiago Guedes et Frederico Serra
- 2011 : Sangue do Meu Sangue de João Canijo : Telmo Sobral
- 2011 : Efeitos Secundários de Paulo Rebelo : Rui
- 2012 : Assim assim de Sergio Graciano : Pedro
- 2012 : Opération Libertad de Nicolas Wadimoff : Baltos
- 2012 : Les Lignes de Wellington (Linhas de Wellington) de Valeria Sarmiento : sergent Francisco Xavier
- 2012 : Operação Outono de Bruno de Almeida : Ernesto Lopes Ramos
- 2013 : Sentimentos de Hélio Félix :
- 2013 : Cadences obstinées de Fanny Ardant : Furio
- 2015 : Capitão Falcão de João Leitão : Comuninja
- 2016 : Un avant-poste du progrès (Posto-avançado do progresso) de Hugo Vieira da Silva : João de Mattos
- 2016 : Saint Georges (São Jorge) de Marco Martins : Jorge
- 2017 : Le Grand Cirque mystique (O Grande Circo Místico) de Carlos Diegues : Coriolano
- 2017 : Joaquim de Marcelo Gomes : Matias
- 2017 : Menina de Cristina Pinheiro : João Palmeira
- 2018 : Mar de Margarida Gil : Toni
- 2018 : Le vent tourne de Bettina Oberli : Samuel Nieves
- 2019 : Chamboultout d'Eric Lavaine : Bernard
- 2019 : Une fille facile de Rebecca Zlotowski : Andrès
- 2022 : Azuro de Matthieu Rozé : l'homme du bateau
- 2022 : Traces (Restos do vento) de Tiago Guedes : Samuel
- 2022 : Les Démons d'argile (eu) (Os demonios do meu avô) de Nuno Beato : João (voix)
- 2022 : Tout le monde aime Jeanne de Céline Devaux : Vitor
- 2022 : Un automne à Great Yarmouth (Great Yarmouth : Provisional Figures) de Marco Martins : Carlos
- 2023 : Mal Viver et Viver Mal de João Canijo : Jaime
- 2024 : Les Derniers Hommes de David Oelhoffen : Caporal Lisboa dit Lisbonne
- 2025 : Lavagante de Mário Barroso

### Télévision
- 1997 : Riscos, réalisé par Manuel Amaro da Costa et Santa Martha (série)
- 1999 : Diario de Maria, saison 1 épisode 14 O Perfume (série) : Césario
- 2000 : Sra. Ministra, saison 1 épisode 19 réalisé par José Eduardo Abreu (série) : Nuno
- 2000 : Crianças SOS, réalisé par Lourenço de Mello et Antonio Figueirinhas (série) : l'entraîneur de foot
- 2000 : A Noiva de Luis Galvão Teles (téléfilm) : Coelho
- 2000 : Ajuste de Contas, épisode 1 et 2 de Jorge Cardoso et Gonçalo Mourão (série) : Carlos, dans les années 70
- 2001 : Programa da Maria (émission) : rôles variés
- 2001 : Odisseia na Tenda de Manuel Amaro da Costa et Herman José (téléfilm) :
- 2000-2002 : HermanSIC (émission) : rôles variés
- 2002 : O Fabuloso destino de Diacono Remidios de Herman José (série)
- 2002 : Terra Speranza (série) : José Manuel
- 2002 : Furia de Viver de Lourenço de Mello et Patricia Sequeira (série) : Steve
- 2002-2003 : Paraiso Filmes de Carlos Barreto (série) : Sabino Pascoal
- 2004 : Senhora de destino, épisodes 47 et 48 (série) : Constantino
- 2008 : Cuidado com a lingua, saison 4, épisode 11 de Ricardo Freitas (série) : Nuno
- 2008-2009 : Os Contemporâneos de Ricardo Freitas, André Banza (émission) : rôles variés
- 2010 : Noite sangrenta de Tiago Guedes et Frederico Serra (téléfilm) : Heitor
- 2011 : Ultimo a Sair de Bruno Nogueira (série) : Nuno
- 2012 : Les Lignes de Wellington (As linhas de Torres Vedras) de Valeria Sarmiento (mini série) : sergent Francisco Xavier
- 2013 : Maison close, saison 2, épisode 5 de Jérôme Cornuau (série) : le balafré
- 2013 : Odisseia de Tiago Guedes (série) : Nuno / DJ /...
- 2013 : Odysseus de Stéphane Giusti (série) : Amphynome
- 2016 : Terapia de José Carlos Santos et Patricia Sequeira (série) : Alexandre Gomes
- 2016-2017 : Mata Hari de Julius Berg, Dennis Berry et Olga Ryashina (série) : Maximilian Ridoh
- 2017-2018 : Pais Irmão de Sergio Graciano (série) : Capote Raposo
- 2018 : Sara de Marco Martins (série) : João Nunes
- 2019 : Sul (série) : inspecteur Rebelo
- 2019 : Les Petits Meurtres d'Agatha Christie, saison 2, épisode 25 L'Heure zéro de Nicolas Picard-Dreyfuss (série) : Maxime Beaumont
- 2020 : White Lines, créée par Alex Pina (série) : Boxer
- 2021 : Principio, meio e fim (série) : Stone
- 2022 : Causa propria (série) : Mario
- 2022 : Opéracion marea negra (mini série) de Daniel Calparsoro et Oskar Santos : Sergio
- 2022 : A Série (série), épisode 9 A herança : lui-même
- 2023 : Dialogos depois do fim : A série (série), épisode O hospede : Héracles
- 2024 : The New Look de Julia Ducournau : Cristóbal Balenciaga
- 2024 : Hotel do Rio (série), 4 épisodes : Jaime
- 2024-2025 : A Fazenda (série), 143 épisodes : Gaspar Mendes da Sousa
- 2025 : La Roue du temps (The Wheel of Time) (série), saison 3, 3 épisodes : Rahvin / Lord Gaebril

## Distinctions
- Berlinale 2006 : Prix Shooting Star
- Golden Globes Portugal 2006 : Meilleur acteur pour Alice
- Golden Globes Portugal 2009 : Meilleur acteur pour Good Night, Irene
- Golden Globes Portugal 2013 : Meilleur acteur pour Les Lignes de Wellington
- Mostra de Venise 2016 : Prix d'interprétation masculine section Orizzonti pour Saint-Georges
- Golden Globes Portugal 2017 : Meilleur acteur pour Un avant-poste du progrès
- Golden Globes Portugal 2018 : Meilleur acteur pour Saint-Georges